# John Deere: American Farmer
John Deere: American Farmer est un jeu de gestion de ferme pour Microsoft Windows avec la licence John Deere, développée par Gabriel Entertainment, publiée par Take 2 Interactive et Destineer Studios en 2004.
Le but du jeu est de gagner sa vie en élevant du bétail tel des bovins, des vaches laitières et des porcs, ou en cultivant des cultures comme le tournesol, le soja, le blé et le maïs. Les joueurs doivent prendre en compte des facteurs tels que la météo, la demande du marché et les compétences des employés de la ferme.
Une variété d'équipements John Deere est présente dans le , tels que les tracteurs 7820, 9520 et 5303 avec de nombreux accessoires, et le 9660 se combine avec des cueilleurs à maïs. Il existe également des véhicules plus petits tels que le John Deere Gator et les VTT. Il existe un éditeur de carte intégré qui permet aux joueurs de créer leur propre carte.
En 2005 une expansion, John Deere: North American Farmer, est parue. En 2006, une suite, John Deere: American Farmer Deluxe a été publiée et a reçu des critiques positives.